# Half Moon Bay (álbum)
Half Moon Bay es un álbum en vivo del pianista estadounidense Bill Evans con el contrabajista Eddie Gomez y Marty Morell grabado en el Bach Dancing and Dynamite Society en la ciudad que da título al disco en 1973 y publicado por el sello Milestone en 1998. Richard S. Ginell del sitio Allmusic le dio cuatro estrellas de cinco y opinó que «uno de los mejores trabajos en vivo de  Evans durante ese período de vida». Douglas Payne de All About Jazz también le dio una crítica positiva.

## Lista de canciones
Compuestos por Bill Evans salvo los indicados:
1. Introductions - 0:41
2. «Waltz for Debby» - 6:25
3. «Time Remembered» - 5:46
4. «Very Early» - 6:05
5. «Autumn Leaves» (Joseph Kosma, Jacques Prévert, Johnny Mercer) - 4:47
6. «What Are You Doing the Rest of Your Life?» (Alan Bergman, Marilyn Bergman, Michel Legrand) - 5:17
7. «Quiet Now» (Denny Zeitlin) - 5:12
8. «Who Can I Turn To (When Nobody Needs Me)» (Leslie Bricusse, Anthony Newley) - 6:35
9. «How My Heart Sings» (Earl Zindars) - 4:47
10. «Someday My Prince Will Come» (Frank Churchill, Larry Morey) - 6:59

- Grabado en la Bach Dancing and Dynamite Society de Pete Douglas, en Half Moon Bay, CA, el 4 de noviembre de 1973.